# Amblyseius wuyiensis
Amblyseius wuyiensis är en spindeldjursart som beskrevs av Wu och Li 1983. Amblyseius wuyiensis ingår i släktet Amblyseius och familjen Phytoseiidae. Inga underarter finns listade i Catalogue of Life.